# FK Vėtra Vilnius
Futbolo klubas Vėtra var en fodboldklub fra den litauiske by Vilnius.

## Historie
Klubben blev stiftet i 1996 og gik konkurs i 2010.

## Titler

### Nationalt
- A Lyga
  - Vindere: [1]
  - Andenplads (1): 2009
- Litauiske Cup
  - Vindere
  - Andenplads (4): 2002/03, 2005, 2008, 2010

## Historiske slutplaceringer
| Sæson | Niveau | Liga   | Placering | Kilder |
| ----- | ------ | ------ | --------- | ------ |
| 2003  | 1.     | A lyga | 3.        | [ 2 ]  |
| 2004  | 1.     | A lyga | 5.        | [ 3 ]  |
| 2005  | 1.     | A lyga | 4.        | [ 4 ]  |
| 2006  | 1.     | A lyga | 3.        | [ 5 ]  |
| 2007  | 1.     | A lyga | 5.        | [ 6 ]  |
| 2008  | 1.     | A lyga | 3.        | [ 7 ]  |
| 2009  | 1.     | A lyga | 2.        | [ 8 ]  |
| 2010  | 1.     | A lyga |           | [ 9 ]  |

## Klub farver
| VĖTRA | VĖTRA |